# Яр Гривків
Яр Гривкі́в — річка у Вовчанському районі Харківської області, ліва притока річки Пільна (басейн Сіверського Дінця).

## Опис
Довжина річки 13 км, похил — 4,1 м/км. Площа басейну 32,6 км². В деяких місцях літом пересихає.

## Розташування
Яр Гривків бере початок у селі Котівка. Тече на північний захід і на північно-західній околиці села Пільна впадає в річку Пільна, ліву притоку Сіверського Дінця.